# アルヌルフ (東フランク王)
アルヌルフ・フォン・ケルンテン（ドイツ語: Arnulf von Kärnten, 850年頃 - 899年12月8日）は、カロリング朝第3代・5人目の東フランク国王（在位：887年 - 899年）にしてローマ皇帝（在位：896年 - 899年）。帝国内に覇を唱え外敵にも勝ち続けたが、戦い続ける強引な姿勢による成果は病に倒れたことで失われた。

## 概要
バイエルン公カールマンとリウスヴィント（Liutswind）との間の庶子。
887年に叔父の皇帝カール3世が廃位された後、アルヌルフは東フランクとロタリンギアを継承した。アルヌルフが王に選出されたのち、現在のスロベニアあたりを中心とする地域を指すカランタニア（ドイツ語だとケルンテン）という言葉が用いられるようになった。
カールマンはカランタニアに王宮を持っており、アルヌルフは幼少時をここですごした。彼をカランタニア人は自らの君主（カランタニア公、ケルンテン公）とみなしていた。
アルヌルフは交渉せず、ただ戦った。891年9月のルーヴァンの戦いではノルマン人（ヴァイキング）に大勝して彼らの侵入を断念させ、戦いののちディール川の中州に城を築いた。『フルダ年代記』(Annales Fuldensis)によれば、ノルマン人の死体は川の流れを堰き止めるほどだったという。
891年あるいは892年、また894年あるいは895年に、現在のハンガリーで大モラヴィア王国の軍勢を破った。さらに899年にも大モラヴィア王国と戦ったが、征服することはできなかった。
895年、アルヌルフとボヘミア公ボリヴォイ1世の合意によりボヘミアは大モラヴィア王国から離脱してアルヌルフの臣下となった。
アルヌルフは896年にはイタリアに侵攻し、時のローマ教皇フォルモススによってローマ皇帝に戴冠された。
899年に死去し、嫡子のルートヴィヒ4世が王位を嗣いだ。

## 子女
アルヌルフは888年頃にコンラディン家のヘッセンガウ伯ベレンガルの娘オーダ（ウータ）（873年 - 903年）と結婚し、アルヌルフにとって唯一の嫡子を儲けた。
- ルートヴィヒ4世（893年 - 911年） - 三男・末子、カロリング朝最後の東フランク王（899年 - 911年）。

母不詳の庶子
- グリスムート（ドイツ語版）（866年? - 906年または924年4月26日） - 長女。またはグリスモント、グロスモントとも。コンラディン家のラーンガウ伯コンラートに嫁ぎ、東フランク国王コンラート1世、フランケン公のエーバーハルト3世、ラーンガウ伯のオットー（890年 - 918年）らを儲ける。
- ツヴェンティボルト（870年または871年頃 - 900年8月13日） - 庶長子、ロタリンギア王（895年 - 900年）[6]。妻はザクセン公オットー1世の娘のオーダ。900年に亡くなると、異母弟のルートヴィヒ4世がロタリンギア王を兼務した。
- ラトルト（英語版）（889年 - 896年） - 次男、イタリア王（896年）[6]。
- エルリンラート（? - 914年5月24日） - 次女。オストマルク東方辺境伯エンゲルシャルク2世（ドイツ語版）（ヴィルヘルム家）と結婚、914年5月23日に娘のエルリンラートを死産した後、産熱で死去した。